# Angus Young
Angus McKinnon Young (nascut el 31 de març de 1955 a Glasgow, Escòcia) és un guitarrista i compositor de música rock.
Amb 18 anys i juntament amb el seu germà Malcom Young van crear el 1973 el grup de hard rock AC/DC.
La primera formació de la banda comptava amb Malcom Young a la guitarra rítmica, Phil Rudd a la bateria, Mark Evans al baix i Dave Evans com a cantant que poc després seria expulsat i reemplaçat per Bon Scott (va ser substituït per Brian Johnson el 1980 a causa de la seva mort per intoxicació etílica).
Angus va adoptar l'uniforme d'escolar perquè les monges del col·legi on anava li deien que no triomfaria mai, i quan va triomfar es va vestir d'escolar i això s'ha convertit en el seu uniforme de "batalla". Aquesta indumentària acabaria convertint-se en la firma de la banda que juntament amb el pas de l'ànec (agafat de Chuck Berry) el convertirien en la gran icona del grup.

## Infantesa i joventut
A la dècada de 1950, el pare de Young, William Young (1911–1985), la seva mare, Margaret (1913–1988; nom de soltera també Young), i els seus set germans grans vivien al número 6 de Skerryvore Road a el districte de Cranhill de Glasgow a Escòcia. Cranhill era un suburbi dur i de classe treballadora amb un alt atur.
Abans de traslladar-se a Cranhill, William va treballar primer com a noi de rodes en una fàbrica de cordes i després com a operador de màquina/serre en un negoci d'amiant/ciment. El 1940 William es va unir a la Royal Air Force servint a la Segona Guerra Mundial com a mecànic de motors de vol. Després de la guerra, William va treballar com a home de jardineria per a un constructor i després com a carter. Margaret era mestressa de casa.
Young va passar els primers set anys de la seva vida a Cranhill. Els seus germans eren Stephen Crawford (1933–1989), Margaret (1935–2019), John (nascut el 1938), Alexander (1938–1997), William (nascut el 1940), George (1946–2017) i Malcolm (1953). –2017).
La música formava part de la vida familiar: –  Stephen tocava l'acordió i el piano, La germana de Young, Margaret, era una apassionada per la música, John tocava la guitarra, Alexander era un cantant consumat, baixista i saxofonista que a principis dels anys 60 va marxar per a una carrera musical a Europa, i George i Malcolm finalment es van convertir en membres fundadors dels Easybeats i AC/DC, respectivament. Stephen era el pare de Stevie Young, que en anys posteriors va prendre el relleu de Malcolm a AC/DC.
El mateix Young va començar a tocar la guitarra als cinc o sis anys, rebent una lliçó d'Alexander, després de la qual va ser autodidacte. Young també va aprendre a lluitar als carrers difícils de Cranhill, i en una ocasió va ser atropellat per un cotxe.
Impulsats pel pitjor hivern registrat a Escòcia i els anuncis de televisió que oferien viatges assistits per a famílies per emigrar a Austràlia, els Young van volar d'Escòcia a Sydney, Austràlia, a finals de juny de 1963. John va emigrar a Austràlia per separat dels seus pares i germans, mentre que Alexander va ser l'únic fill que va romandre al Regne Unit.
Al principi, allotjant-se a Villawood Migrant Hostel (un lloc desenvolupat més tard com a Villawood Immigration Detention Centre) a les cabanes de Nissen, el germà George va conèixer i es va fer amic d'un altre migrant, Harry Vanda, una relació que va créixer en les seves carreres professionals en la música.
La família de Young es va traslladar a una casa adossada al número 4 de Burleigh Street al suburbi de Sydney de Burwood. Young va assistir a l'escola pública de Burwood de 1960 a 1966 i el 1967, va assistir a l'escola secundària Ashfield Boys, abandonant els estudis als 15 anys. Mentre estava a l'institut, Young només va gaudir de les classes d'art. Va practicar la guitarra al seu dormitori després de l'escola.
Després de l'escola secundària, Young va treballar en diversos treballs, inclosos els torns de nit en una carnisseria. Després es va convertir en aprenent d'impressor. Durant una setmana, una revista porno suau anomenada Ribald es va traslladar a la impremta on treballava Young. Young va crear algun tipus per a aquesta revista, però, malgrat algunes afirmacions, mai va ser el seu empleat.

Young va començar a tocar en un banjo, tornat a encordar amb sis cordes. La primera guitarra de Young va ser un model acústic barat comprat de segona mà per la seva mare. Després de l'escola secundària, i amb un paquet de pagament, Young va comprar la seva primera Gibson SG de segona mà al voltant de 1970 en una botiga de música al carrer de casa seva:
"Vaig sortir i vaig aconseguir una Gibson SG que vaig tocar fins que es va podrir la fusta perquè hi va entrar molta suor i aigua. Tot el coll es va deformar. El vaig comprar de segona mà; era aproximadament un 67. Tenia un coll molt prim, molt prim, com un coll Custom. Era marró fosc."

## Carrera
Tant Young com Malcolm estaven en una banda amb George i el seu company musical Harry Vanda anomenada "Marcus Hook Roll Band". El projecte va llançar un àlbum a Austràlia anomenat "Tales of Old Grand Daddy".
Abans de formar AC/DC, Angus Young va tocar en un grup local anomenat Kantuckee. La formació de Kantuckee incloïa Bob McGlynn (veu), Angus Young (guitarra), Jon Stevens (baix) i Trevor James (bateria). La banda es va separar i més tard es va anomenar Tantrum amb la següent formació: Mark Sneddon (veu-guitarra), Angus Young (guitarra), Jon Stevens (baix) i Trevor James (bateria).
Young tenia 18 anys quan ell i Malcolm van formar AC/DC el 1973. Young era a la guitarra principal, Malcolm a la guitarra rítmica, Colin Burgess a la bateria, Larry Van Kriedt al baix i Dave Evans a la veu. La banda tenia un contracte de gravació amb Albert Productions; també havia produït l'obra dels Easybeats.
"Can I Sit Next To You Girl", el primer senzill de la banda, es va tornar a gravar més tard amb Bon Scott com a vocalista. Es van decidir pel nom AC/DC, suggerit per la seva germana Margaret, que va veure les lletres "AC/DC" a la part posterior de la seva màquina de cosir.
Young va provar una sèrie de vestits d'escena, com ara Spider-Man, Zorro, un goril·la i una paròdia de Superman anomenada Super-Ang, [16] abans d'acordar-se amb la seva mirada d'escolar signat pel suggeriment de la seva germana. Per coincidir amb aquesta imatge, es va dir a la premsa i al públic que Young va néixer el 1959, no el 1955. L'uniforme original va ser creat per la seva germana Margaret i, quan es va desgastar, va utilitzar el seu uniforme de l'"Ashfield Boys High School de Sydney".
AC/DC va llançar el seu àlbum debut, "High Voltage", exclusivament a Austràlia el 17 de febrer de 1975, juntament amb un senzill "Baby, Please Don't Go" / "Love Song". Durant els tres anys següents, AC/DC es va consolidar com un actor popular de rock dur, especialment a Austràlia, amb els àlbums següents "T.N.T., Dirty Deeds Done Dirt Cheap, Let There Be Rock" i "Powerage". Tots els seus àlbums fins a aquest moment van ser produïts pel germà de Young, George, en col·laboració amb Harry Vanda. El seu àlbum d'estudi de 1979, Highway to Hell, es va convertir en el seu més venut en aquell moment i els va llançar a nous nivells de fama.
Mesos després d'això, Scott va morir per intoxicació per alcohol. Es van plantejar preguntes sobre si la banda podria continuar sense ell.
Young i els seus altres companys de banda aviat van decidir que havien d'acabar el treball que havien començat per al seu nou àlbum, així que van reclutar l'ex cantant de Geordie Brian Johnson per substituir Scott. Cinc mesos més tard, "Back in Black" va ser llançat com a tribut a Scott. Ràpidament es va convertir en un gran èxit, superant amb escreix qualsevol dels seus àlbums anteriors, i va arribar a assolir 22 vegades el multi-platí només als EUA, i va vendre 50 milions de còpies, el segon àlbum més venut a tot el món, només darrere de Thriller de Michael Jackson. El següent àlbum d'AC/DC, "For Those About to Rock We Salute You", va consolidar la seva posició com l'acte de rock dur més popular de l'època.
La popularitat d'AC/DC va disminuir amb els seus tres àlbums següents, "Flick of the Switch", "Fly on the Wall" i "Blow Up Your Video". AC/DC semblava que haguessin assolit el seu màxim a principis de la dècada de 1980 i al final de la dècada estaven en declivi. Malcolm Young es va perdre la major part del "Blow Up Your Video World Tour" de la banda de 1988 per solucionar el seu problema amb l'alcohol. Finalment es va posar sobri i va tornar a la banda. Durant la seva absència va ser substituït pel seu nebot, Stevie Young.
L'àlbum d'estudi de la banda de 1990, The Razors Edge, els va tornar a posar en el punt de mira, arribant a 5 vegades el multi-platí només als EUA i venent entre 10 i 12 milions de còpies a tot el món. Durant els següents 10 anys, AC/DC va publicar altres dos àlbums d'estudi, "Ballbreaker" i "Stiff Upper Lip", que van confirmar la seva popularitat i èxit renovats. Després d'una llarga pausa de vuit anys, AC/DC va tornar amb un nou àlbum d'estudi, "Black Ice", el 2008. "Black Ice" va debutar al número 1 en 29 països i va ser certificat multi-platí en 14 d'ells, convertint-se en un dels seus més exitosos. discos arreu del món, i va ser seguit per una gira mundial de gran èxit. El 2010, AC/DC va publicar un àlbum de cançons utilitzades per a la banda sonora d'Iron Man 2 que havien muntat; això va assolir el número u en molts països del món, inclòs el Regne Unit, i el número quatre als EUA. Malcolm Young va confirmar el 2011 que AC/DC estava treballant en un 16è àlbum d'estudi.
L'abril de 2014, Malcolm es va veure obligat a abandonar la banda per problemes de salut, deixant a Young l'únic membre fundador continu que quedava a la banda. Al maig es va revelar que Stevie Young, el nebot de Malcolm i Young, substituiria el seu oncle per gravar l'últim disc d'AC/DC. Al setembre, Malcolm es va retirar oficialment i Stevie es va convertir en el guitarrista rítmic oficial a temps complet d'AC/DC. AC/DC va llançar "Rock or Bust" a la tardor de 2014. El març de 2016, després de la marxa de Malcolm Young i el bateria Phil Rudd, AC/DC es va retrocedir amb una altra marxa; Els metges van ordenar al cantant principal Brian Johnson que deixés d'actuar o s'enfrontés a una pèrdua total d'audició. Young, decidit a acabar el que va començar la banda, va reclutar el cantant de "Guns N' Roses", Axl Rose per substituir Johnson durant la resta de la gira mundial de "Rock o Bust". El 30 de setembre de 2020, el compte oficial de Twitter de la banda va anunciar el llançament pendent d'un nou àlbum, "Power Up", amb la formació d'Angus Young, Stevie Young, Brian Johnson, Cliff Williams i Phil Rudd.
L'any 2003, AC/DC va ser inclòs al Rock and Roll Hall of Fame i l'any següent van ocupar el lloc número 72 de la llista de la revista Rolling Stone dels "100 millors artistes de tots els temps". VH1 els va classificar com el número 23 de la seva llista dels "100 millors artistes de tots els temps" i el número 4 de la seva llista dels "100 millors artistes del rock dur".

## Vida personal
Young està casat amb una dona holandesa anomenada Ellen van Lochem. Posseeixen cases a Austràlia, el Regne Unit i els Països Baixos.
Un gran fumador, Young és un absent i ho ha estat tota la vida.
El 24 d'agost de 2006, Young va rebre Kerrang! Premi Legend de la revista de l'editor, Paul Brannigan, que va qualificar AC/DC "una de les bandes de rock més importants i influents de la història". El 16 de maig de 2012, va ser nomenat el "Millor guitarrista australià de tots els temps" en una enquesta realitzada per l'Australian Guitar Magazine.

## Equipament
Guitarres

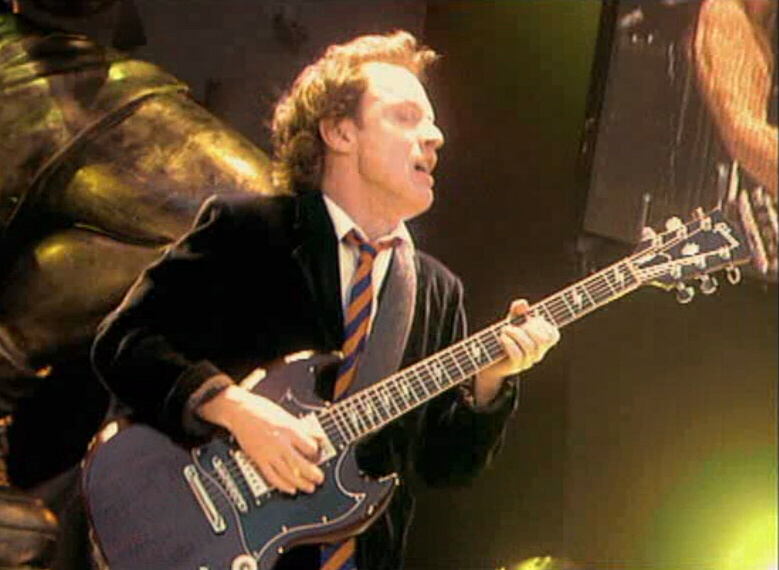
Young actuant en directe l'any 2001 a la gira de Stiff Upper Lip a Alemanya

Young ha utilitzat Gibson SG en diverses formes (el seu original, i la base del seu model de signatura actual, era un SG Standard de 1969-1971) al llarg de la seva carrera. Un dels seus SG originals va rebre un diapasó de raig durant una reparació pel luthier John Diggins, i continuaria sent la seva guitarra d'estudi més destacada. La seva guitarra principal és una SG Standard de banús de 1967. Diggins faria almenys un SG més per a Young amb la seva pròpia marca "Jaydee". Almenys dos dels seus SG (ja sigui un producte Gibson modificat o una construcció a terra) cap a l'any 1977 i les gravacions Paris Let There Be Rock van presentar sense fil a bord als seus amplificadors, el circuit instal·lat en una cavitat dirigit a la part posterior del cos. Aquesta pràctica es va suspendre a causa del potencial de curtcircuits elèctrics a causa de la suor, i almenys una d'aquestes guitarres seria reparada i utilitzada per a la gira Rock or Bust. Gibson va fer un SG personalitzat per a Young amb incrustacions de raigs per substituir el Jaydee SG. El SG '69–'71 de Young té pastilles humbucking T Top. Un altre SG de 1964, que va utilitzar en l'enregistrament de Ballbreaker, té patents # pick-ups. Totes aquestes són pastilles Alnico II o V de sortida vintage amb bobines coincidents que solen llegir 7,5 k–7,8 k DCR. A partir del 2009, Young va començar a instal·lar humbuckers Seymour Duncan a totes les guitarres de les seves gires. Utilitza cordes de guitarra Ernie Ball Super Slinky (.009-.042) i pics Fender "Extra Heavy".
Angus Young SG
Young i Gibson Guitar Corporation han col·laborat per fer l'Angus Young SG. Compta amb una pastilla dissenyada pel mateix Young (l'Angus Young Signature Humbucker) a la posició del pont, i una '57 Classic Humbucker al coll. El coll té incrustacions de "llamps".
Amplificadors
Young utilitza principalment capçals Marshall 1959 de 100 watts Super Lead Plexi i gabinets model 1960 AX i BX 4x12 amb altaveus Celestion G12-65. Els amplificadors posteriors van incloure Marshall JMP 2203 i, més recentment, Wizard Amplifiers. Els primers sistemes sense fil, el sistema de diversitat Schaffer-Vega que començaria a utilitzar el 1977, també es va utilitzar com a compressor i com a reforç en el seu senyal per "engreixar" el seu to. Des que l'ha afegit a la seva plataforma, es va utilitzar en diversos àlbums a l'estudi per a cançons de guitarra rítmica escollides i totes les pistes de guitarra solista. Començant amb Rock or Bust, a causa de la interrupció del sistema Schaffer, Young va començar a utilitzar una rèplica del preamplificador de la unitat amb una unitat sense fil comercial de Shure.

## Influències
Young ha afirmat que va començar a tocar la guitarra quan era 
"petit, petit. M'agradaria entretenir-se al voltant dels cinc o sis anys. Va ser llavors quan vaig començar a escoltar Little Richard."
En una entrevista a "The Guitar Show", Young va assenyalar que les seves influències inclouen el seu germà Malcolm Young, Chuck Berry, Freddie King i Muddy Waters, mentre tocava llepades relacionades amb Jimi Hendrix, Pete Townshend, John Lee Hooker i "You Really Got Me" dels Kinks. ".
Young ha indicat que també va ser influenciat per Keith Richards, així com per l'estil interpretatiu de Chuck Berry, incloent-hi les seves bromes amb el públic i el passeig dels ànecs. Quan la banda va cobrir cançons de Chuck Berry en els seus primers anys, el públic reconeixia la cançó, tot i que va assenyalar que les seves interpretacions eren molt diferents del material original.

## Estil

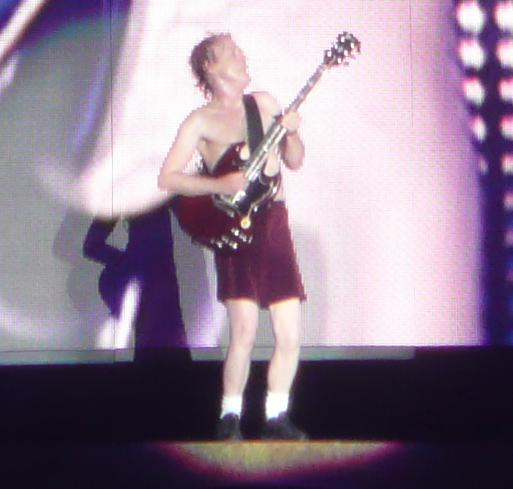
Young durant una actuació de "Let There Be Rock"

L'estil de toc de Young està influenciat pel blues recte tant en les progressions pentatònics menors com majors de tipus blues de dotze compassos. En els enregistraments anteriors d'AC/DC, els acords de potència es poden escoltar en cançons com "T.N.T." i "It's a Long Way to the Top (If You Wanna Rock 'n' Roll)". També utilitza tocs de folk escocès en la seva interpretació, i els arpegis d'extracció (pull-offs jugats amb una sola mà) són un truc popular, que apareixen a cançons com "Who Made Who", "Dirty Deeds Done Dirt Cheap", " Sin City", i interpretacions en directe de "Let There Be Rock". L'any 1976, la banda va gravar un arranjament instrumental de la cançó tradicional escocesa "Loch Lomond", retitulada "Fling Thing", que ha aparegut en el seu acte escènic al llarg dels anys. El títol fa referència a Highland Fling. Young ocasionalment proporciona cors juntament amb Malcolm en cançons com "T.N.T." i "Dirty Deeds Done Dirt Cheap".

Una crítica comuna a AC/DC és que les seves cançons són excessivament simples i formules. En resposta, Young va declarar en una entrevista a l'Atlanta Gazette el 1979:
"És només rock and roll. Moltes vegades ens critiquen. Molts diaris musicals surten amb: "Quan deixaran de tocar aquests? tres acords? Si creus que no hauries de tocar només tres acords, és bastant ximple. Per a nosaltres, com més senzilla sigui una cançó, millor, perquè s'ajusta més al que és la persona del carrer".

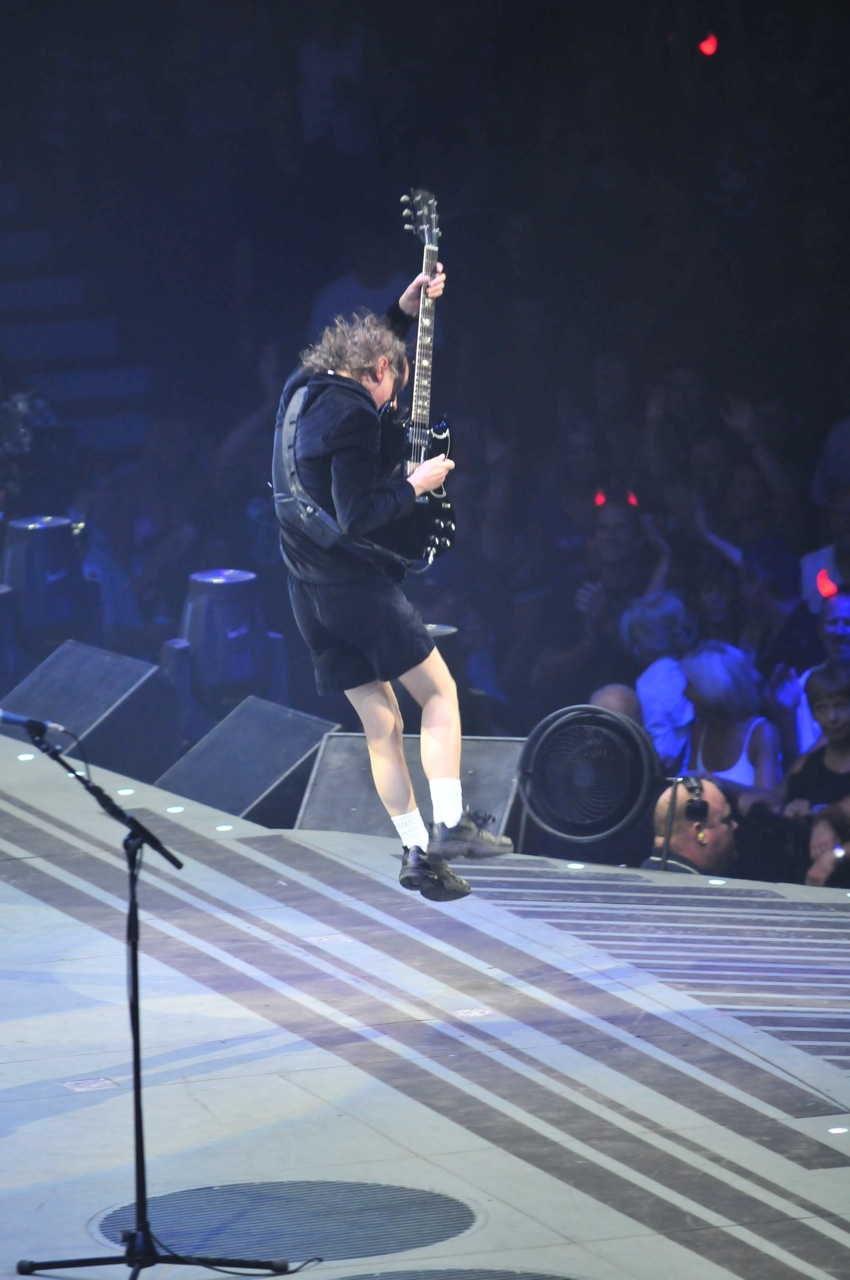
Young a l'escenari el 2009

Young és famós per les seves travessias salvatges a l'escenari, com ara salts intensos i córrer d'anada i tornada per l'escenari. Una vegada, s'enfilava a les espatlles de Bon Scott o Brian Johnson durant els concerts i s'obren camí entre el públic amb el fum que brollava d'una cartera a l'esquena de Young, mentre tocava un sol de guitarra improvisat estès, generalment durant la cançó "Rocker" amb Scott o "Let There Be Rock" amb Johnson. Sovint fa la seva pròpia versió del passeig de l'ànec de Chuck Berry, així com un "espasme" durant el qual es llança a terra, donant cops de peu, sacsejant i donant voltes mentre toca la guitarra. En anys anteriors es podia treure la jaqueta i la camisa a mitja cançó com una forma de 'striptease' per a la confusió confús de la multitud.
El germà gran George li va aconsellar a Young que, si mai s'ensopegava amb el cable de la guitarra, continués tocant i que semblés part de l'acte. Young també va incloure una mena de striptease com a part d'un ritual a mig espectacle, durant el qual es va treure lentament el seu vestit d'escolar, corrent per l'escenari per provocar ànims del públic, que va culminar amb un gest "de lluna" per exposar la seva roba interior, generalment, escollit amb els colors de la bandera local o oferint de tant en tant una breu visió de les seves natges nues. Aleshores, agafava els pantalons curts, agafava la guitarra i tocava la resta de l'espectacle en topless. Segons el director de vídeos d'AC/DC David Mallet, tot i que Young realitza moltes de les seves gestes caracteritzades de vegades des d'una sèrie de plataformes, rampes i rampes, pateix por a les altures; això es va descobrir quan Mallet va triar que Young baixés des d'un balcó del segon pis a un pis de l'escenari per cables per al vídeo de "Who Made Who".

## Discografia
Marcus Hook Roll Band
Tales of Old Grand Daddy (1973 Austràlia, 1978 Amèrica, 2014 internacional)
ACDC
- High Voltage (1975, Australia only)

| - T.N.T. (1975, Australia only) - High Voltage (1976, International version) - Dirty Deeds Done Dirt Cheap (1976) - Let There Be Rock (1977) - Powerage (1978) - If You Want Blood You've Got It (1978) - Highway to Hell (1979) - Back in Black (1980) - For Those About to Rock We Salute You (1981) - Flick of the Switch (1983) | - Fly on the Wall (1985) - Who Made Who (1986) - Blow Up Your Video (1988) - The Razors Edge (1990) - Ballbreaker (1995) - Stiff Upper Lip (2000) - Black Ice (2008) - Iron Man 2 (2010) - Rock or Bust (2014) - Power Up (2020) |

## Premis i nominacions
Premis APRA
Els "Premis APRA" (Austràlia) es presenten anualment a partir de 1982 per l'"Australasia Performing Right Association" (APRA), "homorant compositors i compositors". Van començar el 1982.
| Any  | Nominat                                                                                           | Premi                                | Resultat        |
| ---- | ------------------------------------------------------------------------------------------------- | ------------------------------------ | --------------- |
| 1995 | "Big Gun" – Angus Young, Malcolm Young                                                            | Most Played Australian Work Overseas | Guanyador       |
| 2001 | "It's a Long Way to the Top (If You Wanna Rock 'n' Roll)" – Bon Scott, Angus Young, Malcolm Young | Ten Best Australian Songs            | Novè            |
| 2006 | "Highway to Hell" – Bon Scott, Angus Young, Malcolm Young                                         | Most Played Australian Work Overseas | Nominat         |
| 2007 | "Highway to Hell" – Bon Scott, Angus Young, Malcolm Young                                         | Most Played Australian Work Overseas | Nominat         |
| 2009 | "Highway to Hell" – Bon Scott, Angus Young, Malcolm Young                                         | Most Played Australian Work Overseas | Guanyador       |
| 2010 | "Rock 'n' Roll Train" – Angus Young, Malcolm Young                                                | Most Played Australian Work Overseas | Guanyador       |
| 2010 | Angus Young, Malcolm Young                                                                        | Songwriters of the Year              | Guanyador       |
| 2011 | "Highway to Hell" – Bon Scott, Angus Young, Malcolm Young                                         | Most Played Australian Work Overseas | Guanyador       |
| 2015 | "Play Ball" - Angus Young, Malcolm Young                                                          | Song of the Year                     | preseleccionats |
| 2015 | "Rock or Bust" - Angus Young, Malcolm Young                                                       | Song of the Year                     | preseleccionats |
| 2022 | "Shot in the Dark"                                                                                | Most Performed Rock Work             | pendents        |
| 2022 | "Realize" - Angus Young, Malcolm Young                                                            | Song of the Year                     | preseleccionats |